# 本杰明·因斯福兰
本傑明·因斯福蘭（1972年2月2日—），出生於南馬托格羅索州，是來自巴西的沙灘排球選手。在2003年世界沙灘排球錦標賽，本傑明曾和合作夥伴馬爾西奧·阿勞霍贏得銅牌，世界排名更升上組合新高的三名，後來更代表他們的祖國參加在雅典的2004年夏季奧運會。